# Radio Canal Myrtille
Pour les articles homonymes, voir RCM.
 (août 2019).
Si vous disposez d'ouvrages ou d'articles de référence ou si vous connaissez des sites web de qualité traitant du thème abordé ici, merci de compléter l'article en donnant les références utiles à sa vérifiabilité et en les liant à la section « Notes et références ».
RCM (Radio Canal Myrtille) est une radio associative française, basée à Thiaville-sur-Meurthe. Sa diffusion va de Saint Dié à Lunéville et donne toutes les infos de ce secteur : les sorties, les manifestations, les offres d'emplois, les invités locaux et les concerts.
RCM est fédérée à la Coordination des radios associatives de Lorraine (CRAL) et à la Confédération nationale des radios associatives (CNRA).

## Historique
En février 1993, sur l'initiative de M. Couty et Mme Chaxel, une dizaine des personnes mettent en œuvre un projet de radio locale en milieu rural. Le but est d'animer les communes de Thiaville-sur-Meurthe, Bertrichamps, Lachapelle et Raon-l'Étape. L'association Canal Myrtille voit le jour. Jean Couty en est le premier président.
Le premier travail de l'association est d'obtenir une fréquence FM. De nombreuses manifestations sont organisées pour la naissance de Canal Myrtille. Fin 1993, M. Jacquel, maire de Thiaville-sur-Meurthe met à la disposition de l'association un local au-dessus de la mairie. Le CSA ne répondra à la demande de l'association que deux ans plus tard.
En juillet 1995, Canal Myrtille émet en modulation de fréquence. Fabriquer les programmes, trouver du matériel, faire des travaux dans le local occupe l'association jusqu'en novembre 1995. Sébastien Chaxel devient le président de l'association cette année-là.
Le 11 novembre 1995, Jean-Claude Coquillon ouvre l'antenne. 45 bénévoles vont se relayer pour assurer le service pendant deux ans.
En 1997, Jacques Hipp prend le contrôle de Canal Myrtille. Il est entrepris un nouveau développement de la radio. Jacques Hipp quitte cependant RCM au début de l'année 1999 en raison de ses nouvelles fonctions professionnelles.
En juin 1999, George Dominique devient président de l'association. L'objectif est alors de développer la radio en créant un premier emploi dans l'association puis d'autres. De jeunes animateurs, bénéficiant d'emplois jeune financé par l'État, deviennent salariés de l'association. Ils mettent en pratique un savoir-faire après avoir effectué des stages liés a l'activité radiophonique. Les bénévoles de la radio ne disparaissent pas pour autant, toute l'équipe travaillant à de nouvelles émissions et de nouveaux projets. George Dominique met en place l'acronyme R. C. M (Radio Canal Myrtille) cette année-là.
En 1999, Thierry Boudry, le 1er salarié de la radio, prend la direction des programmes d'RCM pour en faire, avec le président et la nouvelle équipe en place une radio plus professionnelle. George Dominique veut faire de RCM la première radio associative de Meurthe-et-Moselle. Cette réforme passe notamment par des améliorations techniques. En 2000, un logiciel de diffusion sonore est mis en place. De son côté, la mairie de Thiaville-sur-Meurthe met à disposition un local plus important.
En 2000, Rémi Janot met en ligne le 1er site internet de la radio afin de promouvoir RCM sur le web.
En 2002, la radio demande un changement de site d'émission (sur la côte du Repy) afin de couvrir toute la zone de Saint-Dié à Lunéville, mais ce changement est refusé par le CSA.
En 2007, RCM inaugure un nouveau studio high-tech très perfectionné.

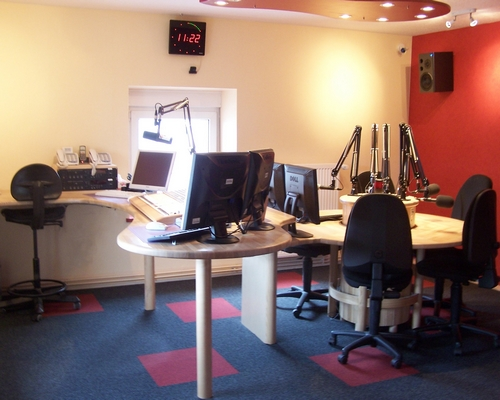
Le studio RCM en 2008.

En 2008, les projets d'expansion sont toujours d'actualité. RCM diffuse son programme sur le réseau sous la forme d'un streaming radio tout en conservant sa diffusion hertzienne.

## Liens externes

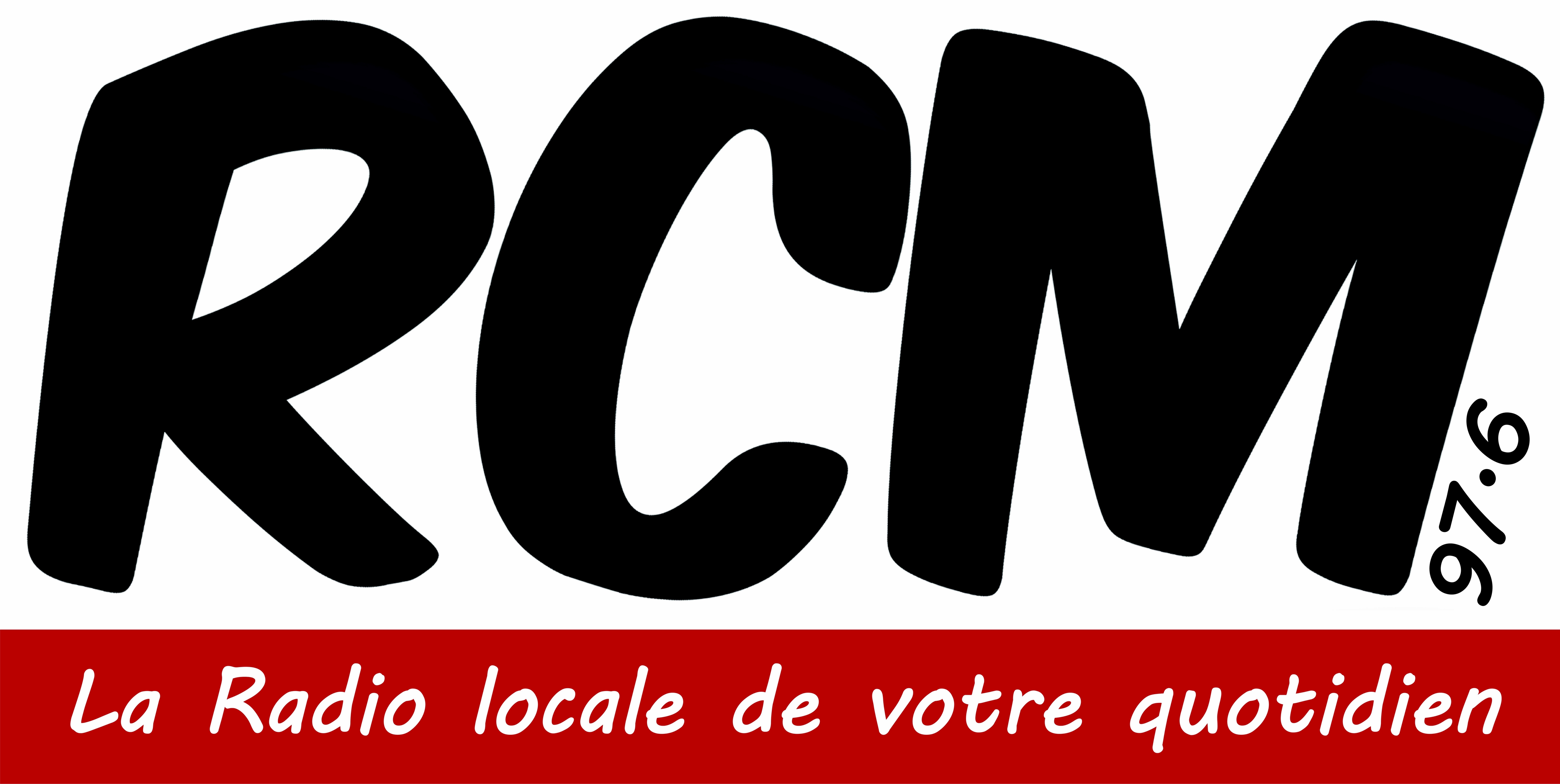
Le logo officiel de RCM depuis 2019.